# Brita Stendahl
Brita Kristina Stendahl, född Johnsson 10 januari 1925 i Stockholm, död 11 februari 2016 i Cambridge i Massachusetts, var en svensk skribent, översättare och litteraturvetare.

## Biografi
Stendahl var dotter till missionsföreståndaren och riksdagsledamoten Johan Johnsson och Ingeborg Norman. Hon blev teol. kand. i Uppsala 1949 och fil. kand. i Uppsala 1954. Stendahl var Bunting Fellow vid Radcliffe College 1961–1963 och Affiliated scholar, Murray Center vid Radcliffe College 1981-1983. Hon blev fil. dr i Uppsala 1981 och undervisade vid Harvard och Radcliffe 1963–1974, Harvard Freshman Program, Radcliffe Seminar Program Cambridge, Massachusetts, USA. Stendahl var sekreterare för Svenska kyrkans kulturinstitut från 1984.
Hon blev hedersdoktor vid Uppsala universitet 1981. Stendahl var ledamot av Forskningsrådsnämnden från 1986, ordförande Årstasällskapet för Fredrika Bremer-studier och redaktionsmedlem av tidskriften Vår Lösen. Hon gifte sig 1946 med Krister Stendahl (1921-2008), son till frihamnsdirektören Olof Stendahl och Sigrid Ljungkvist. Efter att Krister Stendahl avslutat sin period som biskop för Stockholms stift var paret bosatt i Cambridge, Massachusetts och på Nantucket, Massachusetts.